# Betoncourt-lès-Brotte
Betoncourt-lès-Brotte é uma comuna francesa na região administrativa de Borgonha-Franco-Condado, no departamento de Alto Sona. Estende-se por uma área de 3,07 km². Em 2010 a comuna tinha 126 habitantes (densidade: 41 hab./km²).